# Kimcote and Walton
Kimcote and Walton – gmina (civil parish) w Anglii, w hrabstwie Leicestershire, w dystrykcie Harborough. Leży 18 km na południe od miasta Leicester i 128 km na północny zachód od Londynu.